# روبرت أدير
روبرت أدير (بالإنجليزية: Robert Adair)‏ هو فيزيائي أمريكي، ولد في 14 أغسطس 1924 في فورت واين في الولايات المتحدة.